# Bilge (Mazıdağı)
Bilge (kurdisch Zanqirt) ist ein Dorf im Landkreis Mazıdağı der türkischen Provinz Mardin. Bilge liegt etwa 28 km nordwestlich der Provinzhauptstadt Mardin und 10 km östlich von Mazıdağı. Bilge hatte laut der letzten Volkszählung 125 Einwohner (Stand Ende Dezember 2009).
Am 4. Mai 2009 ereignete sich hier innerhalb des kurdischen Çelebi-Aşirets das Massaker von Mardin. Dabei wurden 44 Personen getötet, darunter sechs Kinder und 16 Frauen. Weitere 17 Personen wurden schwer verletzt. Das Massaker gehört zu den verheerendsten Blutracheaktionen in der türkischen Geschichte.